# Energy identification code
Pour les articles homonymes, voir EIC.
L’Energy identification code, littéralement « code d'identification énergie », réfère à un système de codification dit EIC qui attribue un identifiant unique et standardisé à toutes les entités intervenant sur le marché européen du gaz et de l’électricité.
L’objectif d'un tel dispositif de codification est de fournir un système de référencement commun aux acteurs européens, afin de faciliter leurs transactions et de renforcer l’intégration du marché intérieur de l'énergie.

## Principe de codification
Le système de codification permet d'identifier plusieurs types d'objets ou entités :
- Party : les gestionnaires de réseau (System Operators), les expéditeurs, les traders, les producteurs, les consommateurs, les places boursières, fournisseurs, agents, prestataires de services…
- Area : des ensembles de points de comptage, régions, filières, zones de marché, zones de contrôle, réseau local ou bien périmètre constitué de plusieurs réseaux (GRD)…
- Measurement Point : les points physiques ou logiques qui sont utilisés pour identifier un objet où la mesure d'énergie est calculée telle quelle, connexions transfrontalières, les points de mesure, les points de comptage…
- Resource Object : les moyens de production ou de consommation. Exemples : centrale, unité de production, unité de génération, terminaux méthaniers, stockage de gaz… Sont exclus les éléments passifs du réseau tels que les lignes ou les transformateurs.
- Tie-line: les canaux physiques qui relient des zones adjacentes ou les canaux internes au sein d'une zone.
- Location : le lieu physique ou logique d'un acteur ou d'identifier un système informatique.
- Substations : les sous-stations (postes, nœuds passifs...).

## Bureaux de codification
Le système de codification ainsi que l’organisation administrative pour gérer le référencement des différents acteurs sont pilotés par l’ENTSO-E (European Network of Transmission System Operators for Electricity) qui officie en tant que Bureau central de codification (Central issuing office ou CIO, en anglais),.
Des Bureaux locaux de codification (Local issuing offices ou LIO en anglais) allouent et administrent les codes EIC des différents acteurs nationaux. Ils étaient au nombre de 65 au 1er juillet 2017.